# Sabrina (actriu)
Sabrina   (Stockport, 19 de maig de 1936 - Los Angeles, 24 de novembre de 2016) no artístic de Norma Ann Sykes també coneguda com Sabby, va ser una model de fotografia glamour anglesa dels anys 1950 que va progressar a una carrera cinematogràfica menor.
Va ser més coneguda per la seva figura de rellotge de sorra de 108 cm dels sins, juntament amb una petita cintura de 48 cm i malucs de 91 cm. Sabrina va ser una de «una sèrie d'exòtiques i glamorosas (estrelles britàniques), inspirades en personatges com Marilyn Monroe, Jayne Mansfield i Lana Turner»; altres foren Diana Dors, Belinda Lee, Shirley Eaton i Sandra Dorne.

## Biografia
Sabrina va néixer el 19 de maig de 1937 a l'hospital de Stepping Hill, a Stockport, Cheshire. Ella va viure en Buckingham Street, Heaviley, durant aproximadament 13 anys i va assistir a St George's School allí, abans de mudar-se amb la seva mare a Blackpool. Va passar un temps a l'hospital amb febre reumàtica. A l'edat de 16 anys es va mudar a Londres, on va treballar com a cambrera i va fer alguns models nus, posant per a Russell Gay en una sessió de fotos que la va portar a aparèixer en el cinc de piques en una baralla de naips Nus.
En 1955 va ser triada per a interpretar a una ximple i rossa companyona en la nova sèrie de televisió d'Arthur Askey "Before Your Very Eyes (BBC 1952-56, ITV 1956-58). L'espectacle va córrer del 18 de febrer de 1955 al 20 d'abril de 1956, i va fer a Sabrina un nom familiar. Va ser promoguda per la BBC com "la rossa de gran grandària que no parlava", però els episodis de cinescopi que sobreviuen mostren clarament que ella ho va fer.
James Beney, de Walton Films, va llançar una pel·lícula de glamour curta de 100 peus i 9,5 mm "At Home With Sabrina"pel juliol de 1955. "Goodnight with Sabrina" (c.1958, 3:49 mins) se incluye amb Beat Girl, en 2016, recentment remasteritzada per BFI Flipside 
Va fer el seu debut cinematogràfic a Stock Car en 1955. Després va aparèixer en un petit paper en la pel·lícula de 1956 Ramsbottom Rides Again. En la seva tercera pel·lícula, Blue Murder at St Trinian's (1957), ella va exercir un paper no verbal en el qual, malgrat compartir cartells amb l'estrella Alastair Sim i aparèixer en molts alambins publicitaris amb l'uniforme escolar, només se li va requerir asseure's al llit usant un camisón, llegint un llibre, mentre l'acció pren lloc al seu voltant.
El penúltim paper de Sabrina al cinema va ser al western The Phantom Gunslinger (1970), en el qual va actuar al costat de Troy Donahue. La seva última pel·lícula va ser la pel·lícula de terror The Ice House (1969), en la qual va reemplaçar a Jayne Mansfield, que havia mort en un accident automobilístic dos anys abans.
El 27 de novembre de 1967 Sabrina es va casar amb Harold Melsheimer (nascut l'11 de juny de 1927 a Alemanya), un ginecòleg / obstetre de Hollywood. Es van divorciar deu anys després.
En 2002, un article en el Daily Mail va afirmar que Sabrina estava vivint "una existència trista i solitària" a Los Angeles. El periòdic després va emetre una disculpa, declarant que "les acusacions en l'article eren falses i que ella viu en una residència desitjable al Llac Toluca Occidental". No obstant això, el 2007 va haver-hi més informes periodístics que Sabrina s'havia convertit en un ermità, "vivint en la misèria" en una casa d'estil espanyol en un carrer conegut com "Smog Central", sota el tram de vol de l'aeroport de Burbank. Sabrina va admetre que va ser confinada a la casa a causa de problemes d'esquena, però va negar viure en la misèria.
Després d'haver sofert problemes de salut durant molts anys, en part a causa d'una cirurgia de l'esquena fallida, va morir d'enverinament de la sang en 2016, a l'edat de 80 anys.

## Representacions culturals
Els guions de "The Goon Show" estan plens de referències al sinus de Sabrina, com "By the measurements of Sabrina!" and "By the sweaters of Sabrina!"
A "The Scandal Magazine", un episodi del programa de ràdio "Hancock's Half Hour", Sid James interpreta a l'editor d'una sòrdida revista de xafarderies que ha portat una història vergonyosa sobre Tony Hancock. James li diu a Hancock que els seus lectors "creuran qualsevol cosa ... Si els digués que Sabrina era la mare d'Arthur Askey, em creurien". Hancock respon: "Bé, jo no", fa una pausa i pregunta: "Ella no, veritat?" James diu emfàticament "No", però Hancock reflexiona, "Compte, hi ha una semblança...""
Hunchfront of Lime Grove - "Un sobrenom una mica poc atractiu donat a l'estrella generosament dotada coneguda com Sabrina ...
En la dècada de 1950, membres de la Real Força Aèria van dir parts de l'avió de combat Hawker Hunter "Sabrines" a causa de dos grans geps en la part inferior de l'avió. De manera similar, a fins de la dècada de 1950, quan ERF, una empresa britànica que fabricava camions (camionetes), produïa un vehicle de càrrega pesada de control semiavanzado (HGV) amb un capó curt que sobresortia, aquests vehicles van rebre el sobrenom de "Sabrinas" perquè tenien "poc més endavant".
El 1959 Triumph TR3S 1985cc motor d'aliatge de bloc de ferro es va denominar "Sabrina" a causa dels seus controladors de cambra en forma de dom.
En 1974, la premsa automobilística britànica va donar el nom de "Sabrinas" als enormes paris de blocs de para-xocs de goma que s'afegien a les actuacions esportives MG MGB, Midget i Triumph TR6, quan les normes de seguretat dels EUA Exigien una major protecció contra impactes. El nom es va pegar i s'usa a tot el món.

## Filmografia
- Stock Car (1955)
- Ramsbottom Rides Again (1956)
- Blue Murder at St Trinian's (1957)[10]
- Goodnight with Sabrina (1958)[11]
- Just My Luck (1957)
- Make Mine a Million (1959)
- Satan in High Heels (1962)
- House of the Black Death (1965)
- The Ice House (1969)
- The Phantom Gunslinger (1970)